# Fléville
Fléville je francouzská obec v departementu Ardensko v regionu Grand Est. Žije zde 93 obyvatel.

## Poloha obce
Obec leží  na jihovýchodě departementu Ardensko. 

### Sousední obce
| Růžice kompasu | Saint-Juvin    | Sommerance |          | Růžice kompasu |
| Růžice kompasu | Cornay         | Sever      | Exermont | Růžice kompasu |
| Růžice kompasu | Cornay         | Fléville   | Exermont | Růžice kompasu |
| Růžice kompasu | Cornay         | Jih        | Exermont | Růžice kompasu |
| Růžice kompasu | Chatel-Chéhéry |            |          | Růžice kompasu |

## Vývoj počtu obyvatel
Počet obyvatel